# H.P. Baxxter
Hans Peter Geerdes (Leer, 16 de março de 1964) mais conhecido pelo nome artístico H.P. Baxxter, é um músico alemão.
Hans Peter Geerdes e o seu amigo de escola Hendrik Stadler "Rick Jordan" formaram a banda de new wave Celebrate the Nun, juntamente com a irmã de H.P., Britt Maxime (Britt Geerdes) e Slin Thompson. Devido ao fim do Celebrate, H.P. e Rick formaram o Scooter, um dos maiores nomes da música techno alemão.

## Vida pessoal
H.P casou-se com a sua namorada Simone no dia 6 de Maio de 2006.